# Ammofrondicularia
Ammofrondicularia es un género de foraminífero bentónico considerado un sinónimo posterior de Reophax de la subfamilia Reophacinae, de la familia Hormosinidae, de la superfamilia Hormosinoidea, del suborden Hormosinina y del orden Lituolida. Su especie tipo era Ammofrondicularia angusta. Su rango cronoestratigráfico abarcaba desde el Jurásico hasta el Oligoceno.

## Discusión
Clasificaciones previas incluían Ammofrondicularia en la familia Hormosinidae y en el suborden Textulariina del orden Textulariida o en el orden Lituolida sin diferenciar el suborden Hormosinina.

## Clasificación
Ammofrondicularia incluía a las siguientes especies:
- Ammofrondicularia angusta
- Ammofrondicularia compressa, aceptado como Ammoscalaria compressa